# IIFA Award/Glamour Star of the Year (männlich)
Der Preis Glamour Star of the Year (männlich) ist eine Kategorie des IIFA und wird an denjenigen verliehen, der im Vorjahr durch seine glamourösen Auftritte besondere Achtung erlangt.
Die Gewinner des IIFA Glamour Star of the Year Award waren:
| Jahr | Schauspieler   |
| ---- | -------------- |
| 2000 | kein Preis     |
| 2001 | kein Preis     |
| 2002 | kein Preis     |
| 2003 | kein Preis     |
| 2004 | kein Preis     |
| 2005 | kein Preis     |
| 2006 | kein Preis     |
| 2007 | Hrithik Roshan |